# Digital Motor Electronic
DME staat voor: Digital Motor Electronics. 
Dit is de algemene term voor digitale injectie en ontstekingssturing op ontbrandingsmotoren, ook wel ECU genoemd.
De DME of ECU zal alle parameters van de motor verwerken: temperatuur, toerental, gaskleppen, enz., om dan de motor van onder andere de juiste hoeveelheid benzine te voorzien, en ook de juiste ontstekingstiming.